# Fagnano (Gaggiano)
Fagnano (AFI: /faˈɲanɔ/; anticamente Fagnano sul Naviglio, Fagnan in dialetto milaneseAFI: /faˈɲan/) è una frazione del comune di Gaggiano in provincia di Milano, posta a nordovest del centro abitato, verso Cisliano. Attualmente è abitata solo da un centinaio di persone.

## Geografia fisica

### Territorio
Il borgo di Fagnano è caratterizzato da un ambiente prevalentemente pianeggiante, tipico della Pianura padana, con avvallamenti solo nei pressi di fontanili e corsi d'acqua, prevalentemente adatto a boschi o coltivazioni, che occupano buona parte del territorio della frazione.
Il territorio di Fagnano confina ad ovest con la frazione di Cascina Donato del Conte del comune di Gaggiano, a sud con Gaggiano, a est con la frazione di San Vito del comune di Gaggiano, a nord con la frazione di Bestazzo del comune di Cisliano.

### Geologia ed idrografia
Il terreno è geologicamente composto da terreni alluvionati terrazzati e da depositi eolici oltre che da travertini, la cui formazione è da ricondurre al Pleistocene (2,58 milioni - 11.700 anni fa). Esso è particolarmente ricco di argille naturali che sono state nel tempo impiegate anche per scopi edilizi nella zona.
Idrograficamente è notevole la presenza in gran quantità di risorgive naturali costituenti uno degli aspetti principali del borgo, in particolare il fontanile Verdesio o Verdese che ha origine proprio nella frazione gaggianese di Fagnano e che prosegue il suo corso verso sud sino al comune.

### Sismologia
Dal punto di vista sismico Fagnano presenta un rischio molto basso ed è stato classificato come comune zona 4 (bassa sismicità) dalla protezione civile nazionale.

## Storia

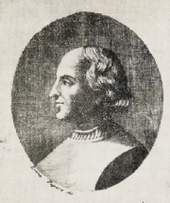
Cicco Simonetta, potente consigliere di Galeazzo Maria Sforza, fu il primo feudatario di Fagnano nella seconda metà del Quattrocento

Fagnano fu un antico comune del Milanese, già citato nel Statuti delle acque e delle strade del contado di Milano fatti nel 1346, anche se alcuni ritrovamenti archeologici situerebbero le origini dell'abitato al III secolo d.C. in età romana.
Lo splendore di Fagnano iniziò però nella seconda metà del Quattrocento quando divenne proprietà di Cicco Simonetta, potente segretario del duca di Milano, Galeazzo Maria Sforza, che vi iniziò la costruzione di una casa da nobile in campagna. Quando questi venne giustiziato nel 1480 al castello di Pavia, i suoi beni in Fagnano passarono ad Ambrogio Varese, conte di Rosate, archiatra del duca. Ad inizio del Cinquecento, il borgo muterà nuovamente feudatario e passerà alla famiglia dei D'Adda che iniziarono l'ampliamento del palazzo appartenuto ai Simonetta.

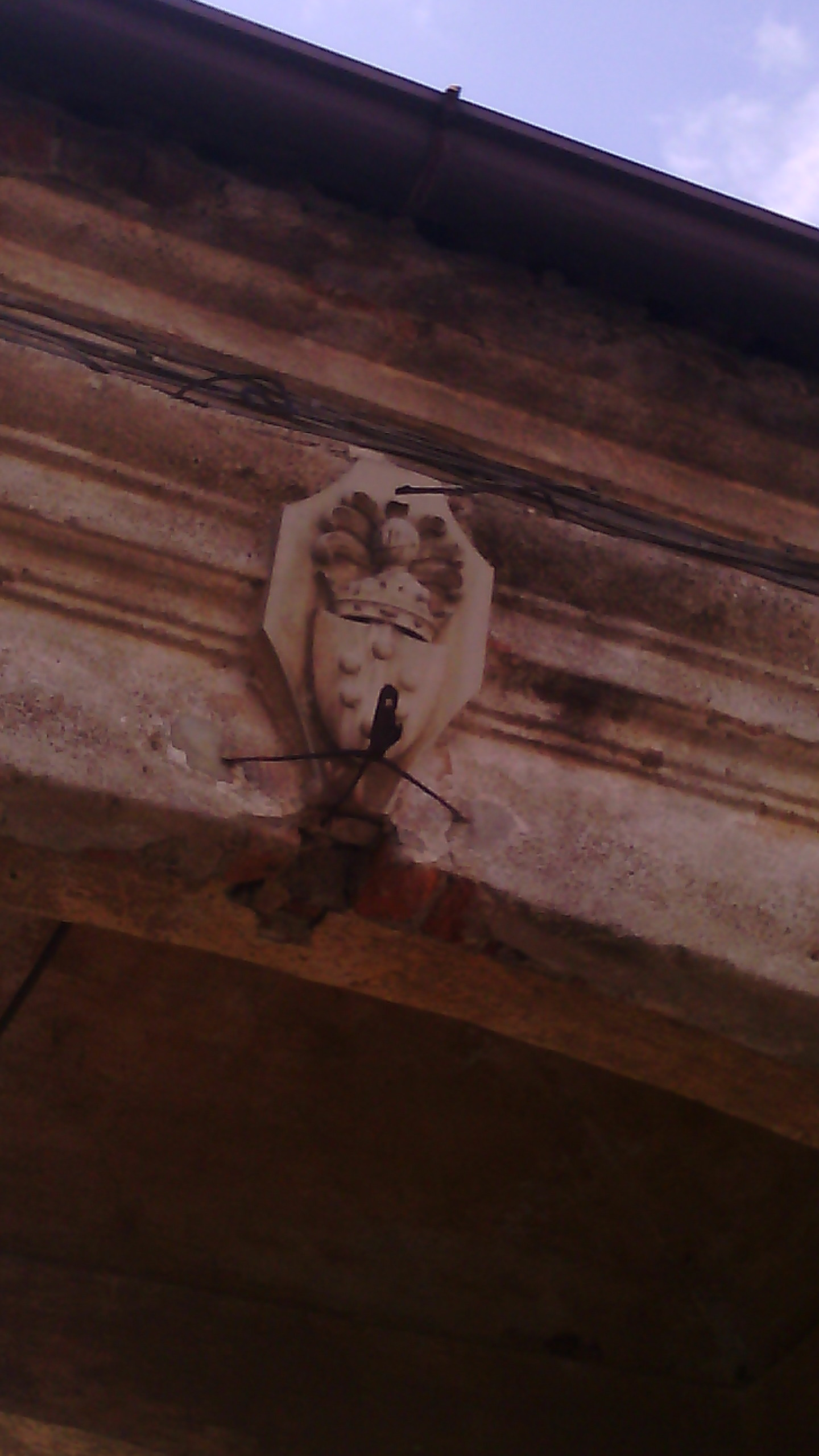
Stemma dei marchesi Medici di Marignano che ottennero il borgo di Fagnano in feudo nel Seicento. Lo stemma si trova nella posizione originaria, sul portale che introduce a Corte Medici, adiacente al palazzo padronale

Fin dal Cinquecento Fagnano fu sede di parrocchia, grazie anche alla promozione del borgo voluta dai Borromeo che ne divennero feudatari, per poi passare tale diritto ai cugini marchesi Medici di Marignano nel Seicento, i quali lo mantennero sino al termine dell'epoca della feudalità. In base al censimento voluto nel 1771 dall'imperatrice Maria Teresa, Fagnano contava 351 anime. Alla proclamazione del Regno d'Italia nel 1805 risultava avere 302 abitanti, essendosi quindi spopolato Nel 1809 il governo di Napoleone gli annesse il comune soppresso di Cassina di Donato del Conte, ma nel 1811 fu a sua volta abrogato e sottoposto all'amministrazione comunale di Gaggiano. Il Comune di Fagnano fu quindi ripristinato, venendo però spostato in Provincia di Pavia, con il ritorno degli austriaci, nella sua forma originale all'inizio, e nuovamente incorporando Cassina del Donato dal 1853. Nel 1859, quando fu riportato sotto Milano, il paese era salito a 420 abitanti, mentre nel 1862 mutò nome in Fagnano sul Naviglio, per disambiguarlo da altri omonimi comuni essendo nel frattempo intervenuta l'unità d'Italia.
Nel 1865 divenne consigliere comunale del piccolo borgo il marchese Alessandro Doria che, oltre ad essere uno dei maggiori proprietari terrieri dell'area, era anche marito di Marietta d'Adda Doria che fu tra le donne milanesi maggiormente impegnate nelle Cinque Giornate di Milano del 1848.
Un regio decreto di Vittorio Emanuele II del 7 marzo 1869 sciolse definitivamente il comune, annettendolo per sempre a Gaggiano.
Negli anni '50 del XX secolo fu parroco a Fagnano il futuro mons. Ambrogio Palestra, originario di Abbiategrasso, insigne storico ed archeologo locale.

## Monumenti e luoghi d'interesse

### Architetture religiose

#### Chiesa dei Santi Andrea e Rocco

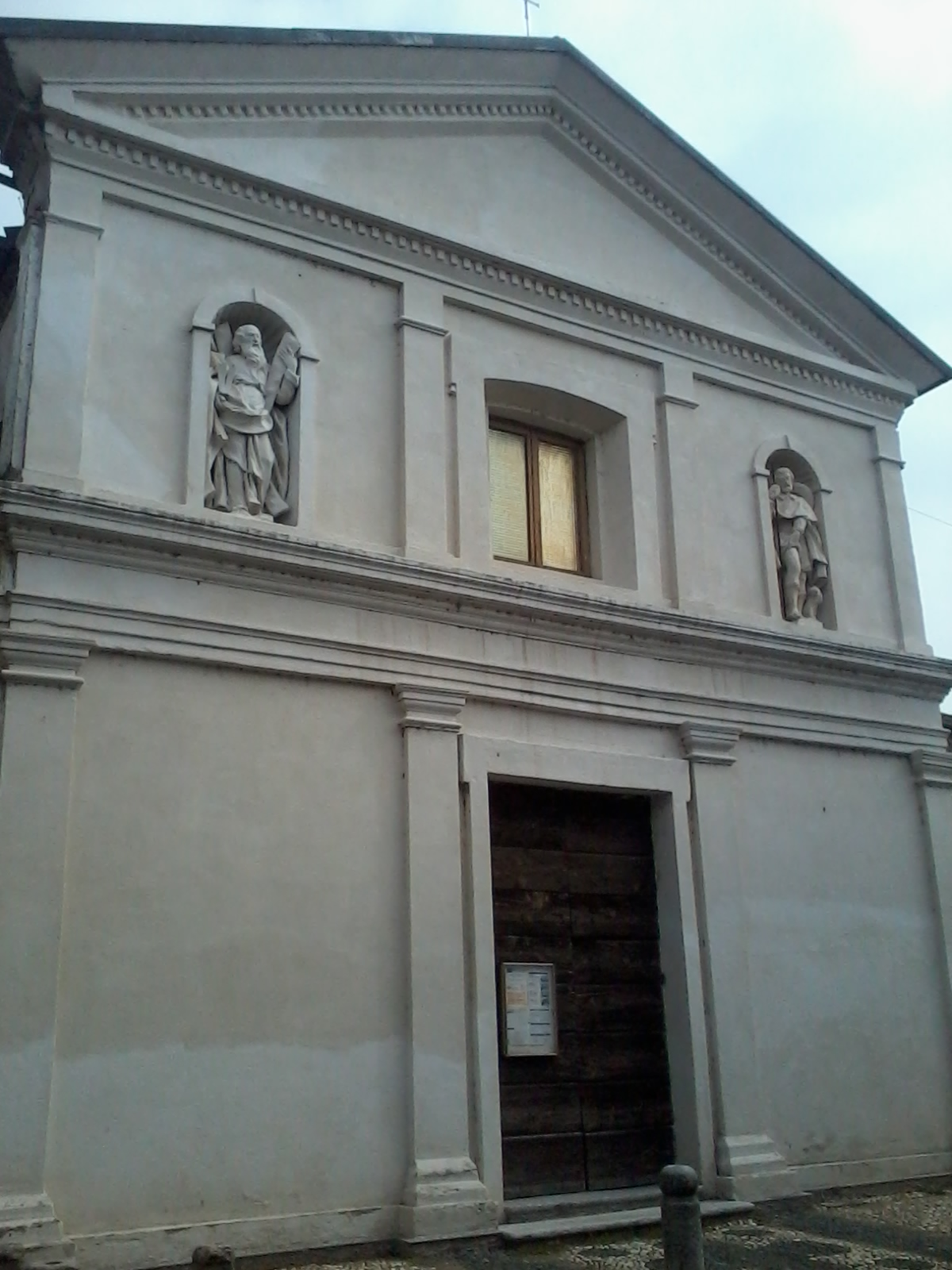
La chiesa dei Santi Andrea e Rocco

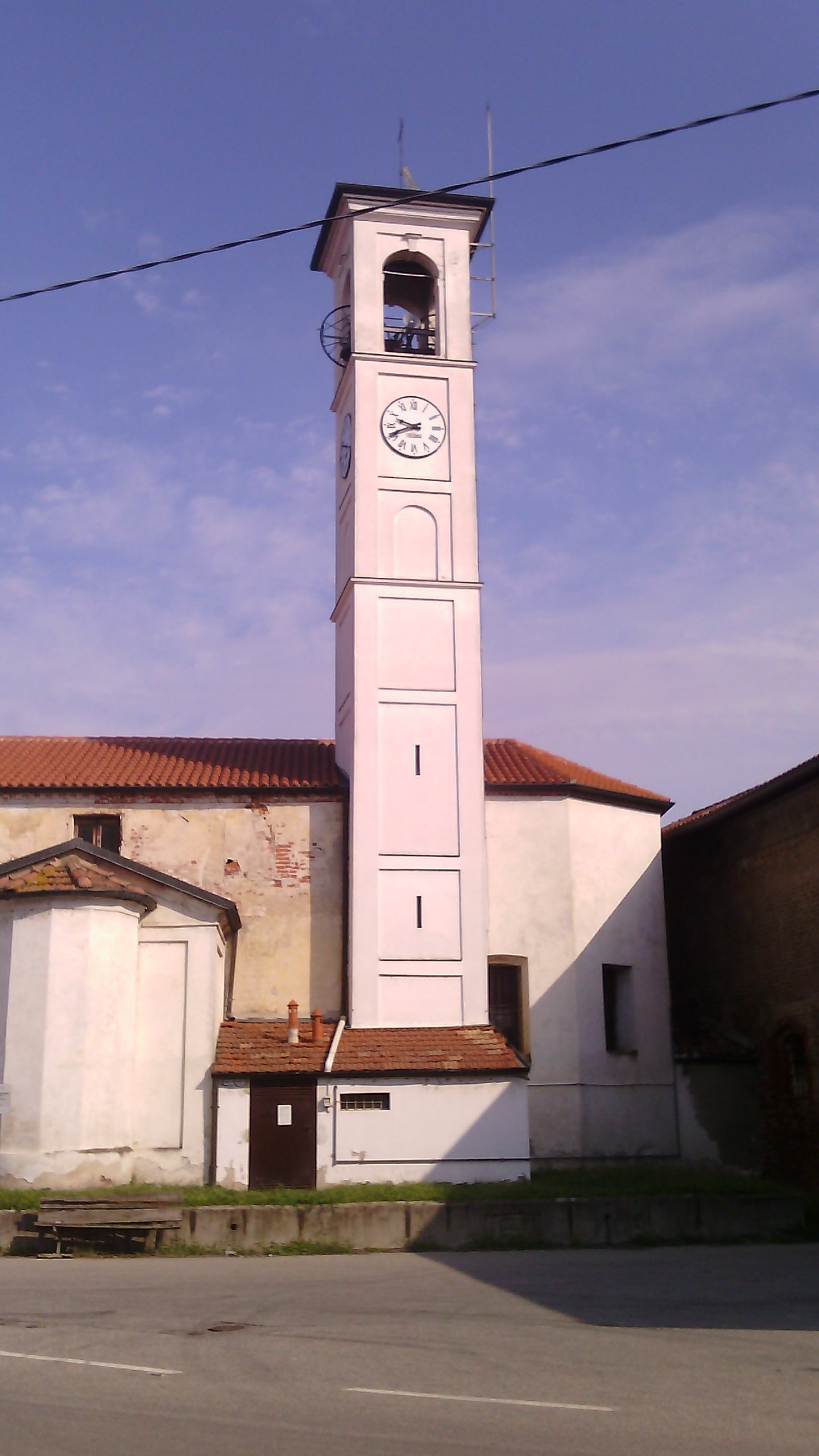
Il campanile della chiesa

La Chiesa dei Santi Andrea e Rocco viene citata espressamente per la prima volta nel Liber notitiae sanctorum mediolanensis di Goffredo da Bussero nel XIII secolo, ma le sue origini sembrerebbero ascrivibili ad almeno due secoli prima. L'attuale costruzione è invece il risultato delle ristrutturazioni ed ampliamenti eseguiti nella prima metà del XVII secolo.
Esternamente la struttura si presenta costituita da forme estremamente semplici, preceduta da un piazzale a rizzata con una facciata composta dalla classica struttura terminante a timpano, sovrastato da una croce in ferro.
Uniche decorazioni presenti, oltre alle alte lesene, sono due statue poste in due nicchie nella parte superiore della facciata, rappresentanti Sant'Andrea e San Rocco.
Il campanile presenta un concerto di 3 campane in Sib3.
Un tempo la chiesa ospitava presso di sé due confraternite: la più antica, dedicata al Santissimo Rosario, era stata istituita il 31 dicembre 1604 ed ancora risultava attiva alla fine del Settecento, all'epoca della visita pastorale dell'arcivescovo Giuseppe Pozzobonelli. La seconda, dedicata al Santissimo Sacramento, venne invece eretta direttamente dall'arcivescovo Benedetto Erba Odescalchi il 21 giugno 1717, ma venne soppressa già alla fine di quello stesso secolo.
Al registro parrocchiale del 1898 risale l’ultimo dato dei battezzati della frazione, e quindi con buona approssimazione dei suoi abitanti, all’epoca 501.

### Architetture civili

#### Palazzo Doria Borromeo Medici

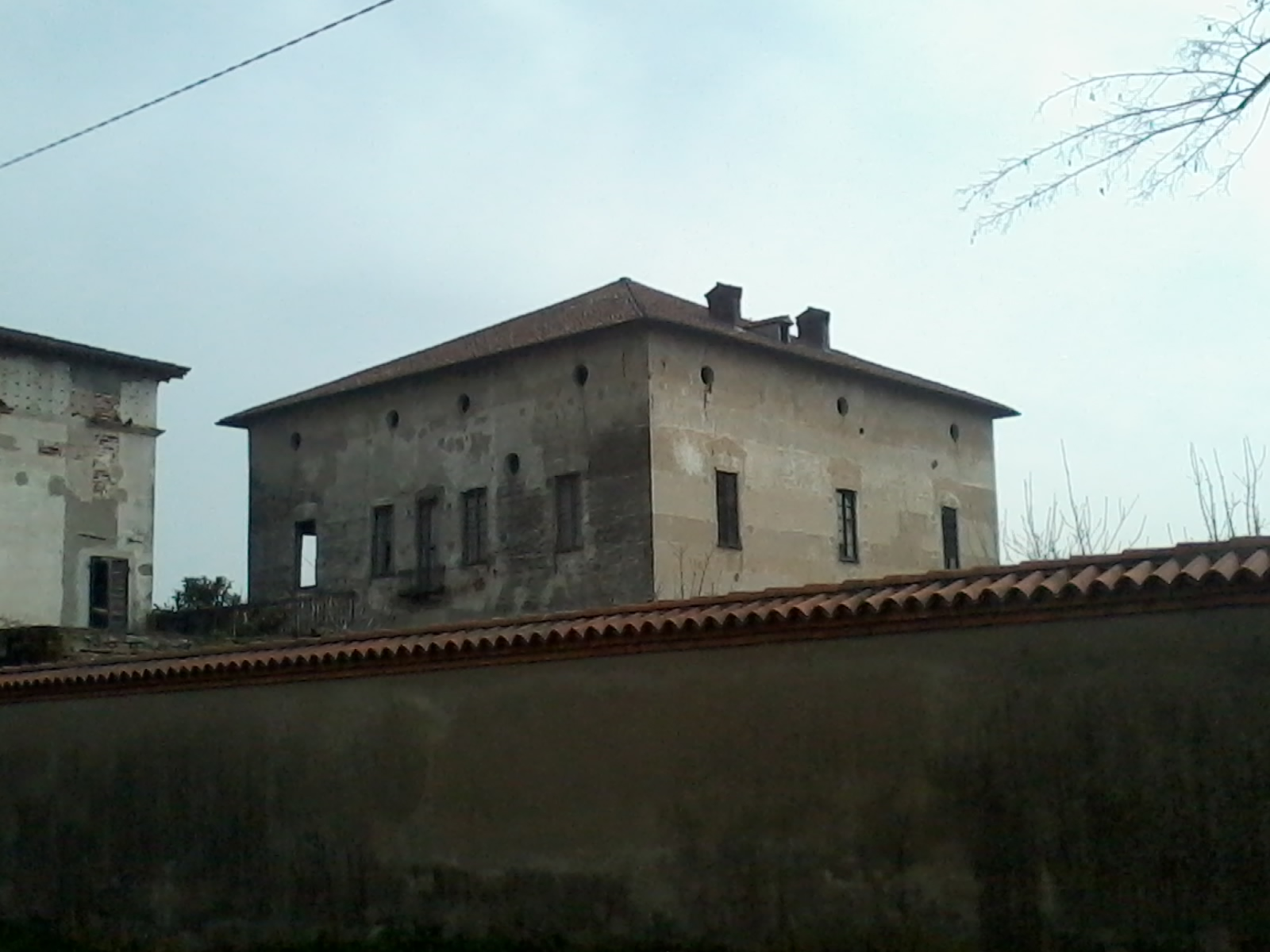
Il corpo centrale del palazzo Doria Borromeo Medici

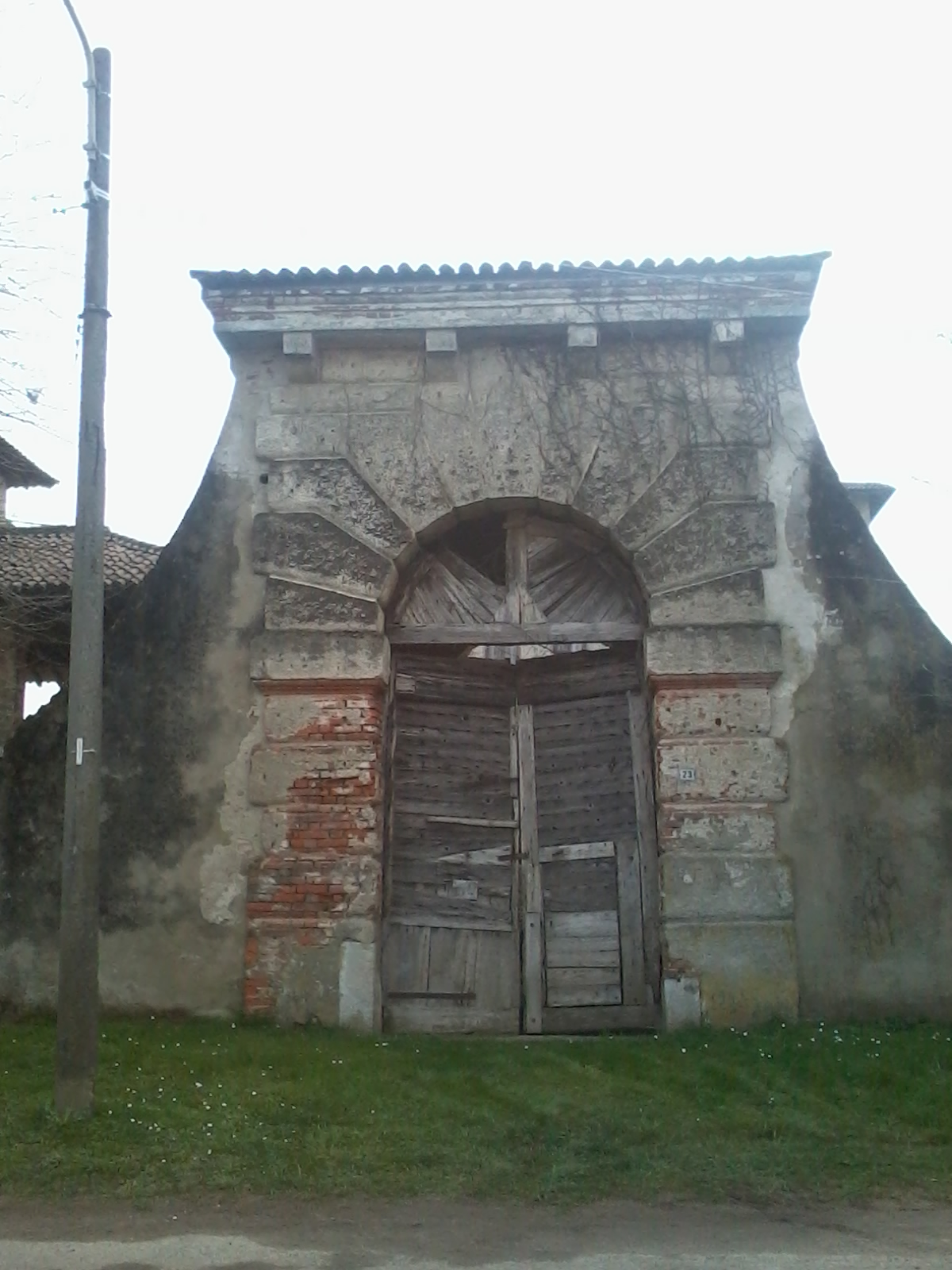
Il portale d'ingresso del complesso del palazzo

Il palazzo si presenta come un fortilizio a forma di castello e venne realizzato nel XVI secolo per conto della famiglia Doria-Borromeo e da questi nel secolo successivo passò ai marchesi Medici di Marignano. Le prime tracce della costruzione, risalgono però probabilmente ad epoche precedenti in quanto già il consigliere ducale Cicco Simonetta aveva in loco un "casino da nobile" che venne poi ampliato dai Doria.
Esternamente, la struttura si presenta coi caratteri tipici dell'architettura sforzesca: all'ingresso si trova un portale a bugnato con due torri piccionaie ai lati, sulle quali si trovano dei fascioni decorativi con motivi simili a quelli rilevabili presso la Piazza Ducale di Vigevano, ma contraddistinti qui da una fascia di colore rosso con putti, delfini e foglie d'acanto frammezzati da varie figure di uccelli in volo. L'accesso alla villa, di forma quadrangolare, è contraddistinto da un triportico sostenuto da esili colonne che dà accesso al salone centrale con volte decorate e con travi finemente scolpite con foglie d'acanto.
La struttura, ad oggi, pur essendo di proprietà privata, risulta inutilizzata, abbandonata e rovinata dall'incuria del tempo e dell'uomo.

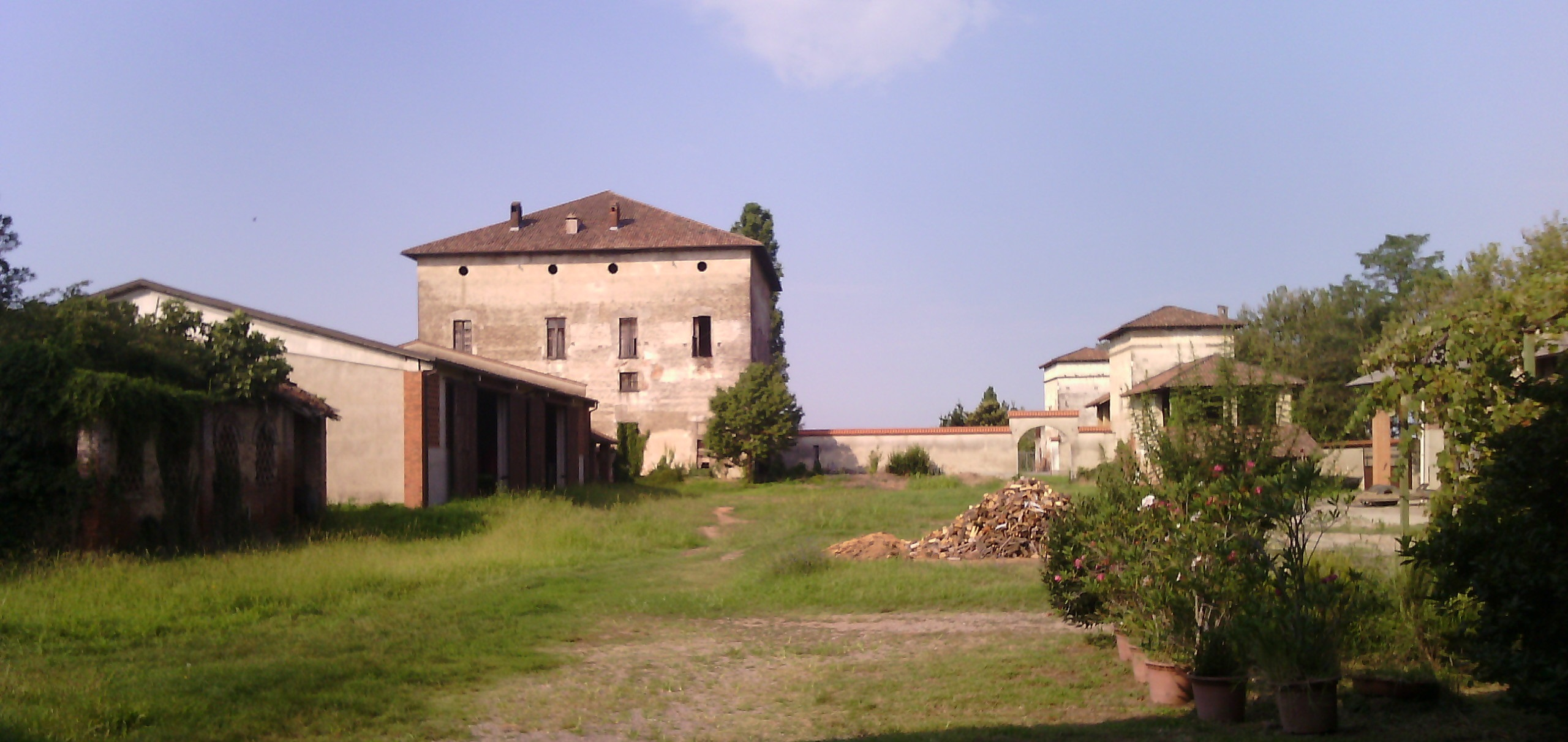
Veduta laterale del palazzo dalla corte di servizio

### Cimitero
Il piccolo cimitero di Fagnano, ancora oggi noto anche col nome di cimitero napoleonico, venne eretto nell'attuale posizione sud-est del borgo probabilmente all'inizio del XIX secolo in adempimento all'Editto di Saint Cloud di Napoleone Bonaparte, che volle che i cimiteri venissero costruiti al di fuori dei centri abitati per evitare l'insorgere di epidemie. L'antico cimitero doveva invece trovarsi in un terreno attiguo all'attuale chiesa della frazione.
Come fa intuire l'edicola ancora esistente al centro del cimitero, esso fu utilizzato costantemente per gli abitanti della frazione sino agli anni '60 quando, caduto definitivamente in disuso per la scarsità di abitanti del borgo, i resti rimanenti vennero traslati nel cimitero comunale di Gaggiano, mentre il piccolo cimitero venne in parte bonificato lasciandolo inutilizzato come allo status attuale.

## Società
"Abitanti censiti"

### Etnie e minoranze straniere
Al 1º gennaio 2022 nella frazione risiedevano 15 cittadini stranieri, ovvero il 25.8% della popolazione totale. Nei dati ufficiali non sono considerati gli stranieri irregolari.

## Economia
L'economia di Fagnano è perlopiù dedita all'agricoltura. La maggior parte dei suoi residenti, ad ogni modo, lavora fuori dai confini della frazione. Al 2021 risultava occupato il 86,2% dei residenti in età lavorativa.